# Manuel Villarroel
Manuel Villarroel (* 24. August 1944 in Santiago de Chile) ist ein chilenischer Jazzmusiker (Piano, auch Fender Rhodes, Congas, Komposition), der vor allem in Frankreich tätig ist.

## Leben und Wirken
Villarroel, der am Konservatorium Klavierunterricht erhielt, besuchte 1957 mit seinen Eltern ein Konzert von Louis Armstrong. Seit 1963 besuchte er mit seinem jüngeren Bruder Patricio, der Schlagzeug spielte, Jazzkonzerte und begann mit ihm auch zu improvisieren. Mit ihrem Cousin Arturo Bórquez als Kontrabassisten gründeten sie Minton’s Trio, das ab 1965 in Santiago öffentlich auftrat. Er erhielt nun Unterricht bei Mariano Casanova und schloss sich dem Kreis um den Pianisten Matías Pizarro an, der sich für avantgardistische Spielweisen interessierte. Ab 1969 leitete er ein Quartett. 1970 ging er für drei Monate nach Berlin, um ein Seminar für zeitgenössische Musik zu besuchen. Ende des Jahres zog er nach Paris. Dort bildete er sein Septet Machi Oul, mit dem er eigene Kompositionen auf dem Album Terremoto (1971) veröffentlichte. Im selben Jahr gründete er die Machi Oul Big Band, für die er Kompositionen mit einem lateinamerikanischen Free-Jazz-Charakter schrieb und europaweit aufführte (Quetzalcoatl 1975).
Nach einem Treffen mit Michel Portal gründete er gemeinsam mit Matías Pizarro und Patricio Villarroel 1977 das Trio Skuas, das (zunächst unter dem Namen Trio de Nouvelle Musique Latino Americaine) bis 1987 international auftrat, etwa 1985 beim JazzFest Berlin, und die Alben El bandolero (1981) und Traversée (1983) veröffentlichte. Villarroel spielte dort auch Synthesizer. Weitere Alben folgten mit dem Manuel Villarroel Trío (1999), dem Latin-Jazz-Oktett Machitoun (2011) und seinem New Latin Jazz Quartett (2012). Weiterhin ist er auf dem Album Perception & Friends (mit Yochk’o Seffer, Didier Levallet und Jean-My Truong) und auf Alben mit Baikida Carroll, Armande Altaï, Joël Dugrenot, Jambao, der Jazzrockband Boomerang und der chilenischen Jazzrockband Cometa zu hören.
Zwischen 1971 und 2009 lehrte Villarroel am Conservatoire à Rayonnement Départemental du Val d’Yerres. Zwischen 1994 und 2009 war er zudem am Conservatoire Portes de l'Essonne tätig.

## Diskographische Hinweise
- Septet Machi Oul: (Futura Records 1971, mit Sonny Grey, William Treve, Jeff Sicard, Gérard Coppéré, François Méchali, Jean-Louis Méchali)
- Machi Oul Big Band: Quetzalcoatl (Palm Records 1976, mit Alain Brunet, Jean-François Canape, Alphonse Leboucher, Josef Traindl, Gérard Coppéré, Hugh Levick, Jean Querlier, Jeff Sicard, François Méchali, Jean-Louis Méchali, Ana-Maria Villarroel, Patricio Villarroel, Claudio Bertoni, Keno Speller)
- Skuas: Traversée (Aroc 1983, mit Matías Pizarro, Patricio Villarroel)
- Manuel Villarroel Trio (Transes Européennes 1999, mit Gus Nemeth, François Ricard)